# Angrignon
Angrignon – stacja metra w Montrealu, na linii zielonej. Obsługiwana przez Société de transport de Montréal (STM). Znajduje się w dzielnicy Le Sud-Ouest. Stacja posiada duży dworzec autobusowy dla autobusów obsługujących południowo-zachodni Montrealu, West Island (Dorval) i południowo-zachodni Quebec.